# Illa d'Alger (Rússia)
Alger (en rus: Остров Алджер; Ostrov Aldzher) és una illa deshabitada que es troba a la Terra de Francesc Josep, Rússia.

## Geografia
Té una longitud màxima de 10 i una amplada màxima de 4,7 km i una superfície de 45 km². Part de l'illa està recoberta de gel, tot i que hi ha àmplies zones no ho estan a les costes nord i sud-oest. El seu punt més alt és a 429 msnm. Al sud hi ha illa MacKlintok, de la qual es troba separada per un estret de 2 km d'amplada.

## Història
L'illa va ser descoberta el 1899 per Walter Wellman a bord del Capella. Li va posar el nom del Secretari de Guerra dels Estats Units, Russell A. Alger, que havia donat 250 dòlars a l'expedició de Wellman. El lloc d'hivernada de la fallida expedició nord-americana Baldwin-Ziegler del 1901 es trobava a l'illa d'Alger.